# September Mornings
September Mornings (titulada Las mañanas de septiembre en Hispanoamérica y Mañanas de septiembre en España) es una serie de televisión brasileña de drama desarrollada por Luís Pinheiro y Dainara Toffoli para Prime Video. La serie es producida por O2 Filmes y protagonizada por Liniker, Thomas Aquino, Karine Teles, Paulo Miklos, Gustavo Coelho, Isabela Ordoñez, Clodd Dias e Gero Camilo.

## Sinopsis
September Mornings cuenta la historia de Cassandra, una mujer transgénero que trabaja como repartidora de una aplicación móvil. Actualmente residente en São Paulo, tuvo que dejar su ciudad natal para perseguir su sueño de ser cantante de covers de Vanusa, una cantante brasileña de la década de 1970. Después de luchar durante muchos años, finalmente ha encontrado su propio apartamento y está enamorada de Ivaldo. Las cosas se complican cuando una exnovia, Leide, vuelve a entrar en su vida con un chico que dice ser su hijo.